# Banco Andaluz de Células Madre
El Banco Andaluz de Células Madre es una institución científica española dedicada a la investigación en el campo de la terapia celular y la medicina regenerativa. Tiene su sede en la ciudad de Armilla, en el Área metropolitana de Granada. Este banco es el nodo central del Banco Nacional de Líneas Celulares, que cuenta con otros dos centros: el Centro de Investigación Príncipe Felipe, en la Comunidad Valenciana, y el Centro de Medicina Regenerativa de Barcelona, en Cataluña.
Creado en 2003, el Banco Andaluz de Células Madre fue la primera estructura creada en España específicamente para la investigación con células madre. Se encarga de producir, almacenar, custodiar y gestionar líneas celulares procedentes de preembriones no viables.